# Charles Heung
Charles Heung Wah-Keung (向華強; Hong Kong, 16 dicembre 1948) è un attore, produttore cinematografico e conduttore televisivo hongkonghese.
Nel 1980 fonda la Win's Entertainment e nel 1990 la China Star Entertainment Group, associazioni grazie alle quali, ha aiutato a lanciare la carriera di varie icone cinematografiche di Hong Kong, quali Stephen Chow, Chow Yun-Fat, Johnnie To, Jet Li e Andy Lau. Oltre ad essere uno dei produttori cinematografici di maggior successo di Hong Kong, Heung è anche uno dei più controversi a causa delle sue presunte frequentazioni con la Triade Cinese.
Uno dei film più celebri da Lui interpretato è Kung Fu Massacre del 1974, in cui recita la parte di Tang Kin Ko, giovane artista marziale che, di ritorno nella natia Hong Kong, scopre la sua famiglia essere stata brutalmente trucidata e che la giovane e avvenente sorella è misteriosamente scomparsa.

## Carriera
Heung ha iniziato a recitare in svariati film sulle arti marziali a partire dal 1970 a Taiwan, per diventare poco dopo anche produttore. Mentre l'influenza delle triadi nel cinema di Hong Kong divenne nota, Heung ha cercato di tenersi lontano dall'immagine mafiosa della sua famiglia creando una sua società. Nel 1984, lui e suo fratello, Jimmy Heung, formano la Win Entertainment Ltd, che, accanto alla Golden Harvest, è diventato uno degli studi cinematografici di maggior successo a Hong Kong. Charles è stato citato per aver detto che, "Ogni film è una battaglia" quando gli viene chiesto il motivo per cui ha chiamato la società di produzione Win.
Tutte le più grandi stelle, da Jackie Chan a Jet Li, hanno preso parte nelle produzioni di Heung nel corso degli anni.
Nel 1992, Heung forma la China Star Entertainment Group diventandone anche presidente e amministratore delegato, con la moglie, Tiffany Chen, che ricopre il ruolo di vice presidente e produttore amministrativo. Come produttore, Heung ha messo in evidenza la maggior parte delle più grandi icone cinematografiche di Hong Kong, tra cui: Jet Li, Andy Lau, Sammi Cheng, Cecilia Cheung, Simon Yam, e Lau Ching-Wan. Elenco, questo, che include registi, come Johnnie To, Wai Ka-Fai, Wong Jing, Herman Yau e Dennis Law. Nel 1999, Charles, crea la One Hundred Years of Film Co. Ltd, una filiale della China Stars. Inizialmente la società aveva come obbiettivo, quello di produrre cento film nel corso di soli tre anni. I recenti progetti di Heung sono quelli di continuare a produrre film con la China Stars, attualmente prediligendo produzioni ad elevato budget.
Heung è il direttore del Jet Li One Foundation (Hong Kong) e del Beijing Normal University One Foundation Filantropia Research Institute. Oltre a concentrare i suoi sforzi sui programmi di soccorso per la povertà e le vittime dei disastri naturali, la Jet Li One Foundation ha anche stabilito la One Foundation Filantropia Research Institute Beijing Normal University, il primo del suo genere in Cina per condurre corsi di formazione, programmi di istruzione formale e filantropia. Dopo essere sopravvissuto allo Tsunami del 2004 nel Sud Est Asiatico, Jet Li ha iniziato la sua attività per aiutare le persone bisognose. Nel 2005, Jet Li fonda il Jet Li One Foundation a Hong Kong, una organizzazione di carità per combattere la povertà ed aiutare le vittime di calamità naturali. Heung e la moglie condividevano la stessa visione di Jet dopo il disastro del 2004 e hanno così deciso di sostenere la One Foundation. Heung e sua moglie non semplicemente sono attivi nel fare donazioni, ma hanno anche assunto un ruolo attivo nell'organizzazione presenziando agli eventi di raccolta fondi. Nel 2007 la One Foundation subisce un'espansione sino alla Cina continentale. Oltre a fare donazioni di tasca loro, Heung e sua moglie, raccolgono fondi anche tra i loro amici, Pierre Chen, Choi Chi Ming, Chu Yuet Wah, Mr Li Chi Keung.
Nel 2010 la Jet Li One Foundation, ha donato un importo pari a 1 milione di dollari di Hong Kong a favore del progetto VISION Charitable Foundation per fornire chirurgia della cataratta gratuitamente per i pazienti anziani.

## Vita privata
Nel 1970, Heung ha sposato la sua prima moglie Betty Ting Pei, hanno una figlia. Hanno divorziato nel 1979. Nel 1980, Heung ha sposato la sua attuale moglie a Taiwan, Tiffany Chen. Hanno 2 figli, Jacky e Johnathan. Jacky è anch'egli un attore marziale.

## Controversie
Heung è ampiamente sospettato di avere legami con uno dei più grandi e potenti gruppi di criminalità organizzata di Hong Kong, il Sun Yee On. Il padre di Heung, Heung Chin, ha fondato il Sun Yee On nel 1919. Charles è il decimo dei tredici figli del fondatore del Sun Yee On.
Il primogenito di Heung Chin, Heung Wah-Yim, fu accusato nel 1988 di essere a capo di una delle Triadi. Accusa poi decaduta a causa di un cavillo burocratico. Tuttavia, dopo delle indagini condotte da una commissione del Senato, Heung Wah-Yim viene identificato come il leader di una delle triadi in una relazione del 1992 sulla criminalità organizzata asiatica.
Nel 1970, Charles sposò Betty Ting, l'attrice, che viene oggi ricordata soprattutto a causa della morte "misteriosa" di Bruce Lee nel suo appartamento. Il matrimonio, però non durò, e Charles sposò Tiffany Chen, nei primi anni Ottanta.
Charles è il fratello maggiore di Jimmy Heung, che divenne suo partner nella gestione della Win's Entertainment. Tuttavia la collaborazione tra i due terminò nel 1992: Charles sospettava che il modo di gestire gli affari di Jimmy, fosse troppo simile a quello di un boss delle Triadi. Dopo tali affermazioni da parte di Charles, è probabile che Jimmy si sia dato davvero alla criminalità organizzata sino a giorni nostri. Charles era uno di parecchi fratelli Heung individuati a partire dal 1992 dal Senato degli Stati Uniti come uno degli "ambasciatori" del Sun Yee On. Due anni più tardi, un pentito del Sun Yee On, testimoniò in tribunale in un caso di racket nella Chinatown di Brooklyn.
Il pentito descrisse Charles come "uno dei ragazzi migliori, e più influenti," nella associazione mafiosa. Un anno dopo, la Commissione Reale del Canada ha inviato una lettera a Heung in cui rigettava la sua domanda per un visto, a causa dei suoi rapporti col Sun Yee On. Heung concorda sul fatto che la sua famiglia abbia una radice mafiosa, ma dice che ha personalmente poca conoscenza di queste cose, e ha dovuto lavorare duramente per superare tale onta. Ammette anche che alcune persone potrebbero temerlo, ma aggiunge che la sua filosofia aziendale è quello di ottenere i migliori attori, attrici e registi al fine di produrre film di ottima qualità.
Nel 2000, quando il fratello Heung Wah-Po è stato arrestato per aver dato fuoco al suo appartamento (dopo aver litigato con la sua amante), Charles rifiutò di aiutarlo e pubblicamente ha annunciato che non conosce i suoi fratelli, in quanto dati alla luce da diverse madri. Fino ad oggi, Heung continua a stare alla larga dalle triadi.